# Kommandosoldat
En Kommandosoldat er en specialuddannet soldat, der anvendes i krig til sabotage-missioner bag fjendens linjer. Eksempler på projekter kan være sprængning af broer, el-installationer og opbevaring af brændsel. I andre sammenhænge anvendes kommandosoldater til redningen af gidsler og andre vanskelige opgaver.